# Magone II
Magone II (V - IV secolo a.C.) (fl. IV secolo a.C.) fu re di Cartagine.
Magone II divenne suffeta di Cartagine nel 396 a.C. dopo il suicidio di Imilcone II.
In Sicilia egli combatté contro Dionisio I di Siracusa nel 393 e 392 a.C. I due si scontrarono di nuovo nella battaglia di Cabala nel (383 a.C., o più probabilmente, nel 375-374 a.C.)
Magone II soffocò una ribellione dei Libi.
Egli governò per circa vent'anni, dal 396 a.C. circa al 374 a.C. circa. Il suo successore fu Magone III.